# جيزولف الثاني من ساليرنو
جيزولف الثاني كان آخر أمير لومباردي على ساليرنو (1052-1077). كان خليفة والده غايمار الرابع من ساليرنو حيث تولى الحكم بعد اغتياله. فقد إمارته لصالح النورمان المتوسعين في الجنوب الإيطالي. عينه البابا فيكتور الثالث دوقًا على أمالفي (مارس 1088-20 أبريل 1089) حيث توفي.